# Chang Jiang (Motorradhersteller)
Chang Jiang (chinesisch 長江 / 长江, Pinyin Cháng Jiāng – „Langer Fluss“) ist eine chinesische Motorradmarke der Dong Tian Enterprise Co., Ltd. in der Provinz Hangzhou (Volksrepublik China) mit den Modellen Chang Jiang 750.

## Geschichte
Die Produkte sind eine Weiterführung der sowjetischen Krafträder M-72, die wiederum Nachbauten der BMW R 71 von 1938 sind. Am Motorradgespann wird ein Nachbau des deutschen Steib-Seitenwagens (TR 500) angebracht.
Im Zuge der sozialistischen Bruderhilfe wurden die Produktionsanlagen von der Sowjetunion an die Volksrepublik China weitergegeben. Die Chang Jiang ähnelt technisch den älteren Baumustern der russischen Hersteller Dnjepr und Ural. Hieraus erklärt sich auch die Austauschbarkeit einer Reihe von Teilen und Baugruppen wie u. a. Getriebe, Räder und Vorderradführung.
Im Laufe der Jahre arbeitete Chang Jiang in Deutschland mit wechselnden Importeuren zusammen. Zeitweise (Ende der 1990er Jahre) waren neue Gespanne für weniger als 3500 DM zu erhalten, die jedoch Probleme mit der Zulassung hatten, weil sie den europäischen Normen (vor allem in Bezug auf Abgas, Lärm und Bremsen) ab 1997 (Euro 2) nicht entsprachen. Der Schweizer Importeur Fritz Egli befasst sich mit dem Import und der Verbesserung der chinesischen Maschinen und der Lehnstedter Gespannbauer Warnke bietet den Anbau von Chang Jiang Beiwagen an europäische und japanische Motorräder an.

## Modelle
- M1: 6-Volt Bordnetz
- M1M: 12-Volt Bordnetz mit E-Starter[Anm 1]
- M1MSuper: Leistungsgesteigerter Motor OHV
- M15J: Viersitzer

Eine verbesserte Version der Chang Jiang wird seit 2018 wieder in Europa angeboten.